# 利普連
42°32′N 21°06′E / 42.533°N 21.100°E

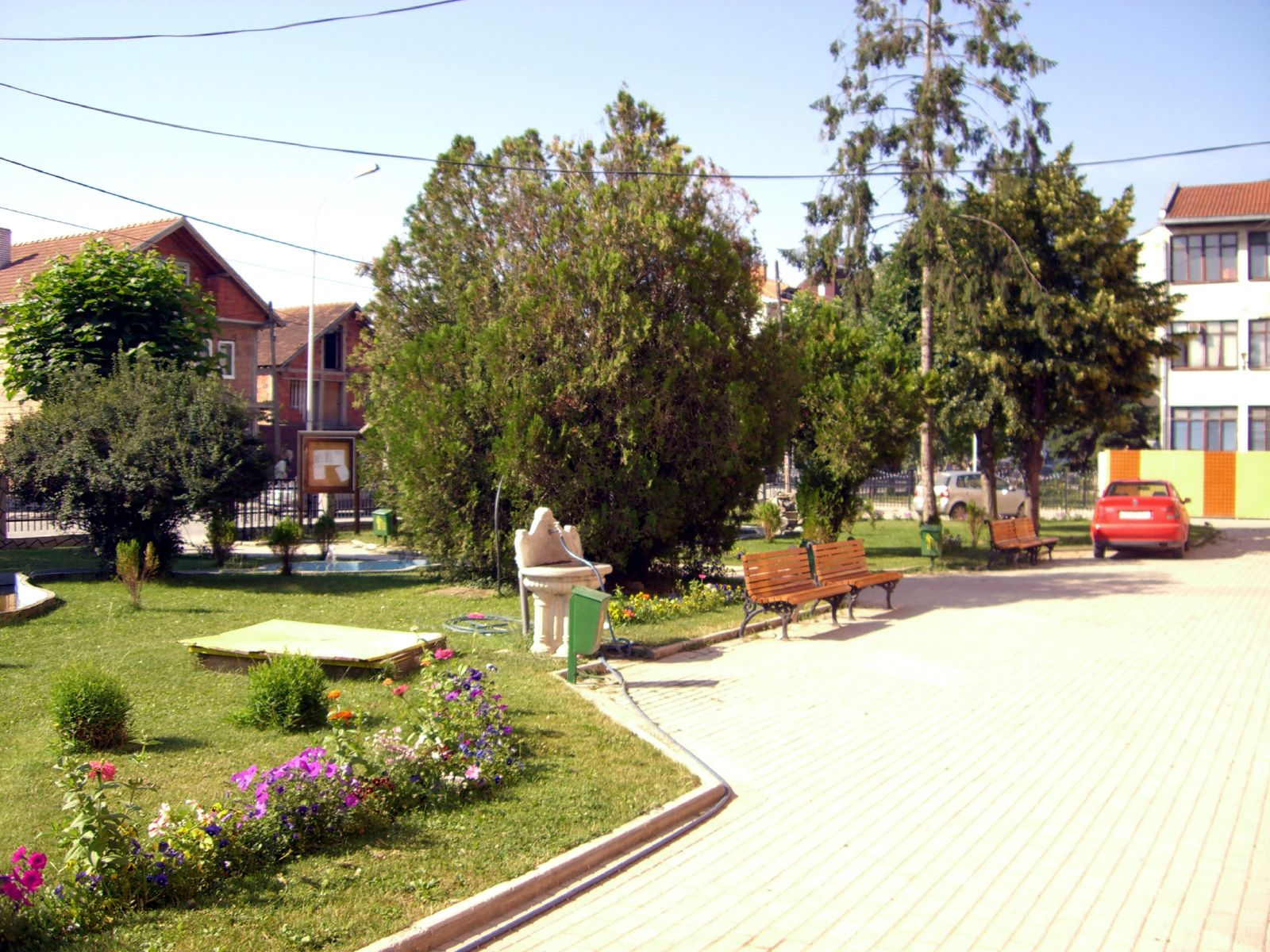
镇内公园

利普連，是科索沃普里什蒂納區利普连市镇内的城鎮及行政中心，位於科索沃東部。市镇面積为422平方公里，海拔高度563米，2011年人口普查时城镇人口数量为6,870人，而整个市镇的人口数量则为57,605人。